# Gen'yōsha

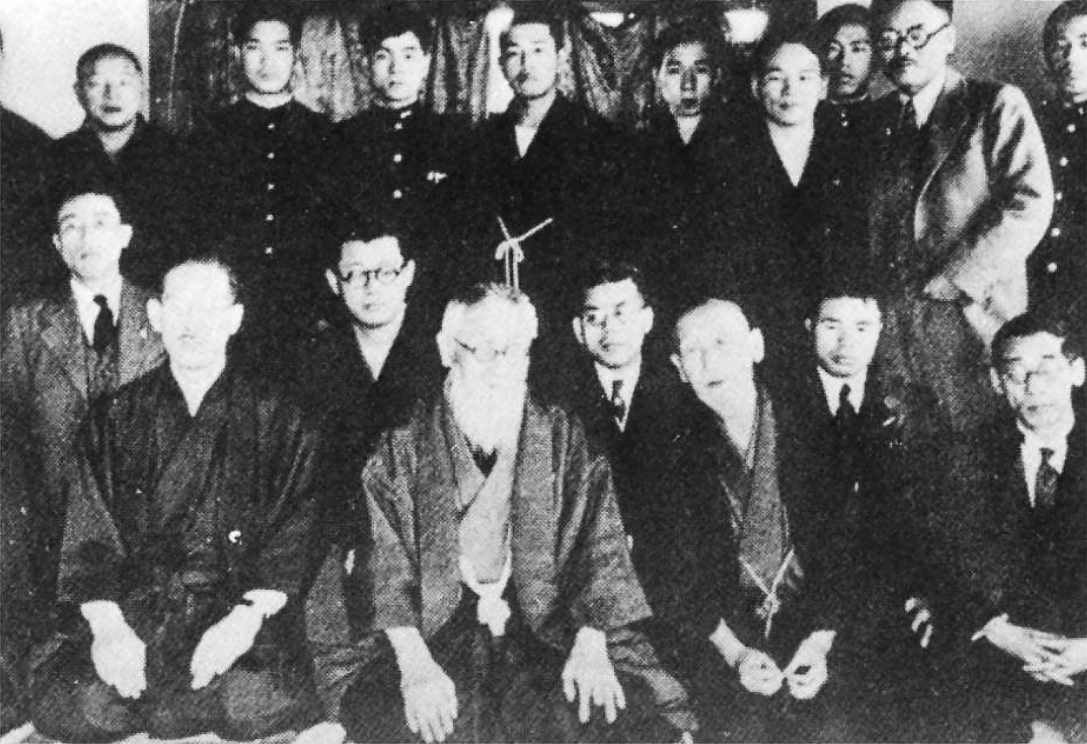
Tōyama Mitsuru (centro) y Kodama Yoshio (primera fila, segundo a la derecha) en una reunión del Gen'yosha. (1929)

Gen'yōsha (玄洋社?   Sociedad del Océano Negro) fue un influyente grupo nacionalista y sociedad secreta muy activa en la Era Meiji, la Era Taishō y el comienzo de la Era Shōwa del Imperio de Japón.

## Fundación de la Koyōsha

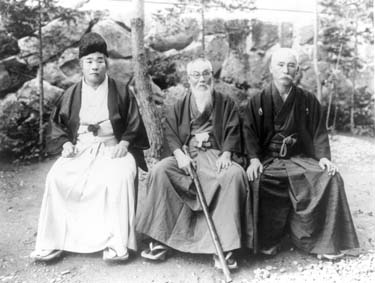
Oni Toyama Uchida

Originalmente fue fundado como Koyōsha por Hiraoka Kotarō (1851-1906), un poderoso ex-samurái y propietario de minas con intereses en Manchuria y Toyama Mitsuru con otros señores samuráis del Dominio de Fukuoka, su propósito inicial fue incitar al retorno al viejo orden feudal. La Koyōsha participa en varias acciones en Kyūshū contra el reciente gobierno Meiji, pero luego de la derrota de la Rebelión Satsuma en 1877, abandona sus objetivos iniciales, se une al Movimiento por la libertad y los derechos del pueblo, formando una organización política en favor de la creación de un parlamento nacional.

## Fundación de la Gen'yōsha
En 1881, la Koyōsha cambia de objetivos nuevamente. En ese momento, declara su apoyo al “honor de la casa imperial japonesa y el respeto al Imperio” además de “salvaguardar los derechos del pueblo”. Sin embargo, su agenda real fue incitar la expansión militar japonesa y la conquista del continente asiático, lo que se refleja en su cambio de nombre Gen’yōsha, referido al mar que separa Japón de Corea y el resto de Asia.
En 1889 se oponen fuertemente al plan del Ministro de Exteriores Okuma Shigenobu. Un miembro lanza una bomba que lo hiere severamente. En la elección de 1892, montan una campaña de intimidación y violencia que favorece a Matsukata Masayoshi.
Uno de los blancos primarios de la Gen'yōsha fueron las muchas sociedades secretas chinas, generalmente hostiles a Japón. En 1881, Toyama Mitsuru envía cerca de un centenar de hombres a China para obtener información e infiltrarse en esas sociedades secretas. Llegan a crear una escuela de entrenamiento para sus agentes en Sapporo, Hokkaidō.
En Corea preparan en secreto mapas topográficos detallados anticipando la invasión, apoyan la Revolución Campesina Donghak, participan en el asesinato de la Reina Min de Corea en 1895 por instigación del Embajador japonés en Seúl, Miura Gorō.
Luego de la anexión de Corea en 1910, la Gen'yōsha continua apoyando el Pan-Asianismo y forman un partido político denominado Dai Nippon Seisantō  (Partido de la Producción del Gran Japón) para combatir la influencia del socialismo en los gremios obreros. 
Un número importante de ministros y miembros del parlamento japonés, líderes políticos como Hirota Koki y Nakano Seigo eran miembros conocidos manteniendo una considerable influencia en la política japonesa hasta el fin de la Segunda Guerra Mundial.
La Gen'yōsha fue disuelta por las autoridades estadounidenses durante la ocupación de Japón.

## Legado
La Gen'yōsha originó una serie de organizaciones que heredaron su ideología. Estableció la relación entre la derecha japonesa y la yakuza, que comparte con la Gen'yōsha su filosofía política y social, al punto que muchos exmiembros de la Gen'yōsha ocuparon altas posiciones en ella.